# Mendeléiev (cràter)
Mendeléiev és un gran cràter d'impacte que es troba a la cara oculta de la Lluna, de manera que no és visible des de la Terra.
El nom fou aprovat el 1961 per la UAI. El seu nom fa honor al químic rus Dmitri I. Mendeléiev, autor de la primera taula periòdica.
Mendeléiev és un cràter antic d'uns 325 km de diàmetre. La vora sud d'aquesta plana emmurallada travessa l'equador lunar. Envaint la vora oriental de Mendeléiev es troba el cràter Schuster. Gairebé a la banda oposada, el cràter Hartmann, més petit, s'introdueix en sector oest-sud-oest del brocal.

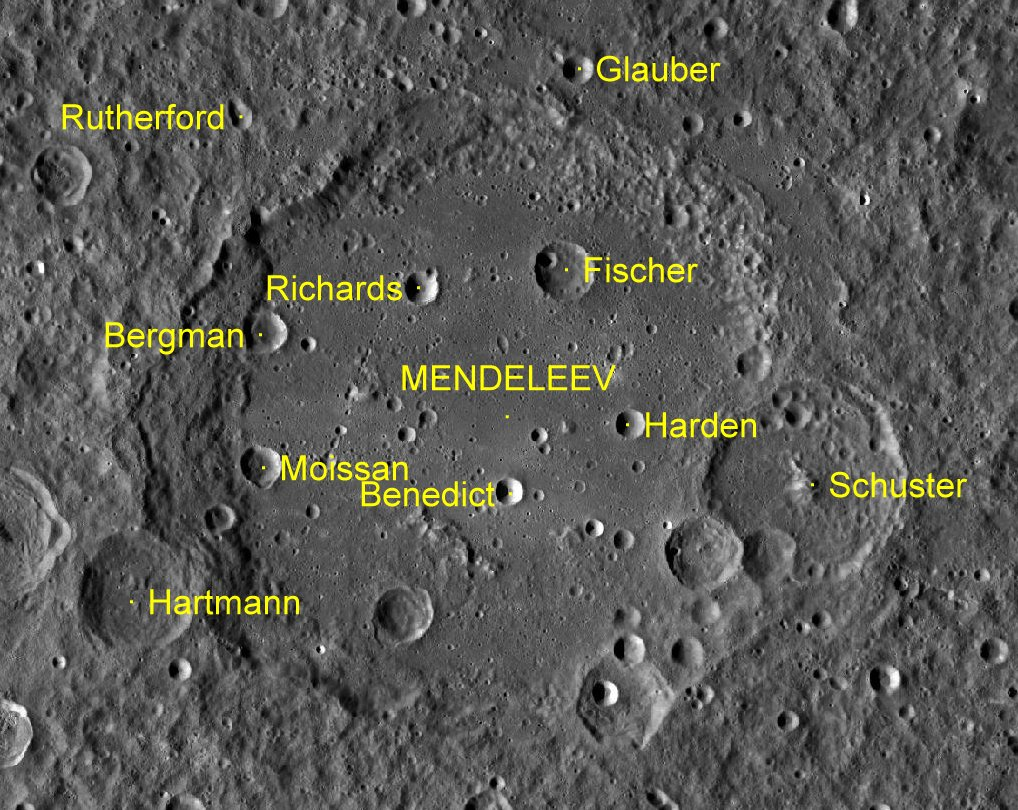
Craters de l'interior de Mendeléiev

L'interior, gairebé pla, conté nombrosos cràters més recents i més petites. Estan disposats segons una configuració aproximadament pentagonal, que abasta gran part del sòl interior. Al sector occidental es localitzen els cràters Bergman a l'oest-nord-oest i Moissan, gairebé en contacte amb la paret interna occidental de Mendeléiev. Juntament amb Bergman, Fischer al nord-nord-est i Richards al nord, formen el costat nord del pentàgon. La figura continua amb Harden prop de Schuster, i Benedict just al sud-est del punt mig de Mendeléiev. El cràter més gran dins de la conca de Mendeléiev és Mendeléiev P, situat al sud-sud-oest.
La resta del sòl interior és relativament pla, almenys en comparació amb el terreny accidentat circumdant. Apareix, però, una sèrie de petits cràters a l'interior, a més dels esmentats anteriorment. Un grup d'aquests cràters es troben a prop del punt mitjà de l'interior, i presenta diversos impactes més a la part sud-est de la plataforma interior. A la meitat occidental del sòl interior es localitza una cadena de petits cràters anomenada catena Mendeléiev. Es tracta d'una alineació d'impactes que s'inicia prop de la part sud-oest de l'interior, per fregar a continuació tangencialment la vora occidental del cràter Richards. La línia de cràters apunta directament al cràter Tsiolkovski més al sud-oest, i es pensa que puguin ser impactes secundaris de l'impacte principal que va formar aquest cràter.
Fins a principis del 1970 era conegut com a conca IX. El relat Tales of Pirx the Pilot de l'escriptor de ciència-ficció Stanislaw Lem, es desenvolupa en una base lunar situada al cràter Mendeléiev.